# Lasiancistrus tentaculatus
Lasiancistrus tentaculatus es una especie de peces de la familia Loricariidae en el orden de los Siluriformes.

## Distribución geográfica
Se encuentran en Sudamérica: cuenca del río Orinoco.